# MAT Macedonian Airlines
Pour les articles homonymes, voir MAK.
MAT Macedonian Airlines (Македонски Авио Транспорт, d'où MAT, Code AITA : IN ; code OACI : MAK) était une compagnie aérienne de Macédoine du Nord. Elle était basée à Skopje et à Ohrid. Elle a existé de 1994 à 2009. 

## Codes
- AITA Code : IN
- OACI Code : MAK
- Callsign : Makavio

## Historique
Cette compagnie a été fondée le 16 janvier 1994 et débuta ses opérations le 23 juin 1994, par un vol de Skopje à Zurich réalisé avec un Boeing 737-200. 
Elle appartient à Zivko Gruevski (48,43 %) et Zlatko Petrovski (48,43 %) (en janvier 2005).
Cette compagnie a l'interdiction de survoler le territoire de la Grèce et d'y atterrir, en raison du débat sur le nom de la Macédoine. Il y a une autre compagnie grecque qui se nomme Macedonian Airlines, filiale d'Olympic Airways, fondée quelques années plus tôt.
Cette compagnie a aussi l’interdiction de survoler certains espaces européens, notamment en Allemagne et en Italie, en raison de taxes de contrôle aérien impayés.

## Flotte
1 Boeing 737-500 immatriculé Z3-AAH
1 Bombardier CRJ-900 immatriculé Z3-AAG